# António de Lencastre
António de Lencastre foi um administrador colonial português que exerceu o cargo de governador e de capitão-general na Capitania-Geral do Reino de Angola entre 1772 e 1779, tendo sido antecedido por Francisco Inocêncio de Sousa Coutinho e sucedido por José Gonçalo da Gama.